# Comuna Sofiivka, Nosivka
Sofiivka (în ucraineană Софіївка) este o comună în raionul Nosivka, regiunea Cernihiv, Ucraina, formată din satele Sofiivka (reședința) și Vîșneve.

## Demografie
Componența lingvistică a comunei Sofiivka
     Ucraineană (98,67%)
     Rusă (1,33%)
Conform recensământului din 2001, majoritatea populației comunei Sofiivka era vorbitoare de ucraineană (98,67%), existând în minoritate și vorbitori de rusă (1,33%).